# Stowarzyszenie Kin Studyjnych
Stowarzyszenie Kin Studyjnych – organizacja non-profit zrzeszająca niezależne kina studyjne i lokalne w Polsce, której głównym celem jest reprezentowanie ich interesów, wspieranie rozwoju kinematografii artystycznej oraz promowanie współpracy w środowisku kinowym. Stowarzyszenie działa na rzecz upowszechniania kultury filmowej, szczególnie poprzez rozpowszechnianie filmów o wysokich walorach artystycznych oraz prowadzenie działalności edukacyjnej skierowanej do młodej widowni.
W 2020 roku Stowarzyszenie Kin Studyjnych zostało operatorem programu Sieć Kin Studyjnych. Stowarzyszenie Kin Studyjnych działa na rzecz rozwoju i promocji kin studyjnych w Polsce. Organizuje szkolenia zwiększające kompetencję pracowników kin i wydarzenia branżowe, takie jak Konferencja Kin Studyjnych i Forum Edukacji Filmowej. Stowarzyszenie obejmuje patronatem premiery filmów w kinach studyjnych oraz wydarzenia filmowe i prowadzi platformę VOD Mojeekino.pl.
Organizacja aktywnie wspiera kina również poprzez działalność dystrybucyjną, mającą na celu wprowadzanie do kin lub redystrybucję studyjnych filmów o wysokiej wartości artystycznej. W 2023 roku Stowarzyszenie Kin Studyjnych zostało przyjęte do Międzynarodowej Konfederacji Kin Artystycznych (CICAE).